# Medida con el eje
Medir la altura de una persona comparándola con la del el eje de una rueda de carro era un método utilizado por los mongoles y otras tribus que vivían en la meseta mongola para determinar qué civiles enemigos serían decapitados.
Gengis Kan usó este método brutal contra la coalición de tribus de Jamukha en el año 1202. Todos los cautivos se vieron obligados a caminar al lado de una rueda de carreta. Si sus cabezas eran más altas que el eje (concretamente que el tope insertado en el extremo del eje) eran ejecutados inmediatamente. La del carro era una rueda grande usada para transportar yurtas y otros bienes. 
Esta técnica probablemente se usó para prevenir ataques de venganza, comunes entre las tribus en aquella época. Si una tribu ataca a otra, siempre existe la posibilidad de que haya un ataque de venganza poco después. Al eliminar a los hombres mayores, había menos posibilidades de un contraataque de las tribus que estaban en conflicto perpetuo debido a siglos de desconfianza y robo.